# کادار (روسیه)
کادار (به لاتین: Kadar) یک منطقهٔ مسکونی در روسیه است که در داغستان واقع شده‌است.